# Sariafing
Sariafing es el nombre que recibe el genio del mal en la mitología de la Isla de Formosa. Se complace en desfigurar, mediante la viruela y otras enfermedades, a las personas que el dios supremo Tamagisanhach ha creado demasiado hermosas.